# Frodsham
Frodsham est un bourg et une civil parish (paroisse civile) situé dans l'autorité unitaire de Cheshire West and Chester, dans le comté traditionnel de Cheshire, en Angleterre. Frodhsam se trouve à environ 5 km au sud de Runcorn, à 26 km au sud de Liverpool et à 45 km au sud-ouest de Manchester. Au recensement de 2001, le bourg comptait 8 982 habitants.

## Personnalités liées à la ville
- Gary Barlow (1971-), chanteur compositeur et membre du groupe pop Take That, y est né ;
- Alice Coote (1968-), mezzo-soprano anglaise connue pour ses rôles de femme travestie en homme à l'opéra, y est née ;
- Reg Higgins (1930-1979), joueur de rugby à XV, qui a joué avec l'équipe d'Angleterre, y est mort ;
- Paul Marsden (1968-), homme politique britannique, y est né ;
- John Savage (2e comte Rivers) (1603-1654), riche homme politique anglais et royaliste, y est mort.
- Daniel Craig (1968-), acteur ayant tourné dans de nombreux films, notamment 5 de la saga James Bond, y a grandi.

## Jumelages et partenariats
- Kelsterbach (Allemagne)[1],[2]